# Bondone
Bondone är en ort och kommun i provinsen Trento i regionen Trentino-Sydtyrolen i Italien. Kommunen hade 667 invånare (2018).